# Kozaćke (obwód sumski)
Kozaćke (ukr. Козацьке) – wieś na Ukrainie, w obwodzie sumskim, w rejonie konotopskim, w hromadzie Boczeczky. W 2001 liczyła 1959 mieszkańców.